# Frédéric Patouillard
Frédéric Patouillard (Vénissieux, 13 gennaio 1974) è un ex calciatore francese, di ruolo difensore.

## Biografia
Nell'ottobre del 1996 sposa Sandrine.

## Carriera

### Club
Gioca per Lione, Stade Brest, Tolosa, Guingamp, Louhans-Cuiseaux, Besançon e FU Narbonne